# امیل نیلسن
امیل نیلسن (دانمارکی: Emil Nielsen؛ زادهٔ ۱۰ مارس ۱۹۹۷) بازیکن هندبال اهل دانمارک است.
از باشگاه‌هایی که در آن بازی کرده است می‌توان به باشگاه هندبال بارسلونا اشاره کرد.